# Pomnik Konrada Wallenroda w Sędziszewie
Pomnik Konrada Wallenroda w Sędziszewie (Kamień Mickiewicza) – pomnik Adama Mickiewicza w formie steli w Sędziszewie w powiecie krotoszyńskim, na południowym krańcu kompleksu leśnego Jasne Pole należącego do Dąbrów Krotoszyńskich.
Kamienny pomnik z płaskorzeźbą wzniesiono w 1913 roku. Autorem dzieła jest miejscowy rzeźbiarz Antoni Olejnik (1887–1939). W 1939 roku został zamordowany przez nazistów niemieckich.
Pomnik przedstawia scenę z utworu Adama Mickiewicza – Konrad Wallenrod, a konkretnie pieśń wajdeloty, czyli koncert lirnika Halbana. Nad płaskorzeźbą widnieje inskrypcja: MICKIEWICZ, pod nią znajduje się inskrypcja: O PIEŚNI GMINNA / TY ARKO PRZYMIERZA, która stanowi złożenie dwóch fragmentów Pieśni Wajdeloty z Konrada Wallenroda (w oryginale: „O wieści gminna! ty arko przymierza” [wers 177.] oraz „O pieśni gminna, ty stoisz na straży [...] ” [wers 183.]). 